# Santa Maria ad Ogni Bene dei Sette Dolori
Koordinaten: 40° 50′ 41,9″ N, 14° 14′ 42,2″ O
Santa Maria ad Ogni Bene dei Sette Dolori („Santa Maria aller Gnaden von den sieben Schmerzen“) ist der Name einer Kirche in Neapel. Sie befindet sich auf einem Hügel an einer Stelle, von wo man einen einzigartigen Blick über Spaccanapoli hat; der Ort wird deshalb auch als Belvedere („Schöne Aussicht“) bezeichnet.

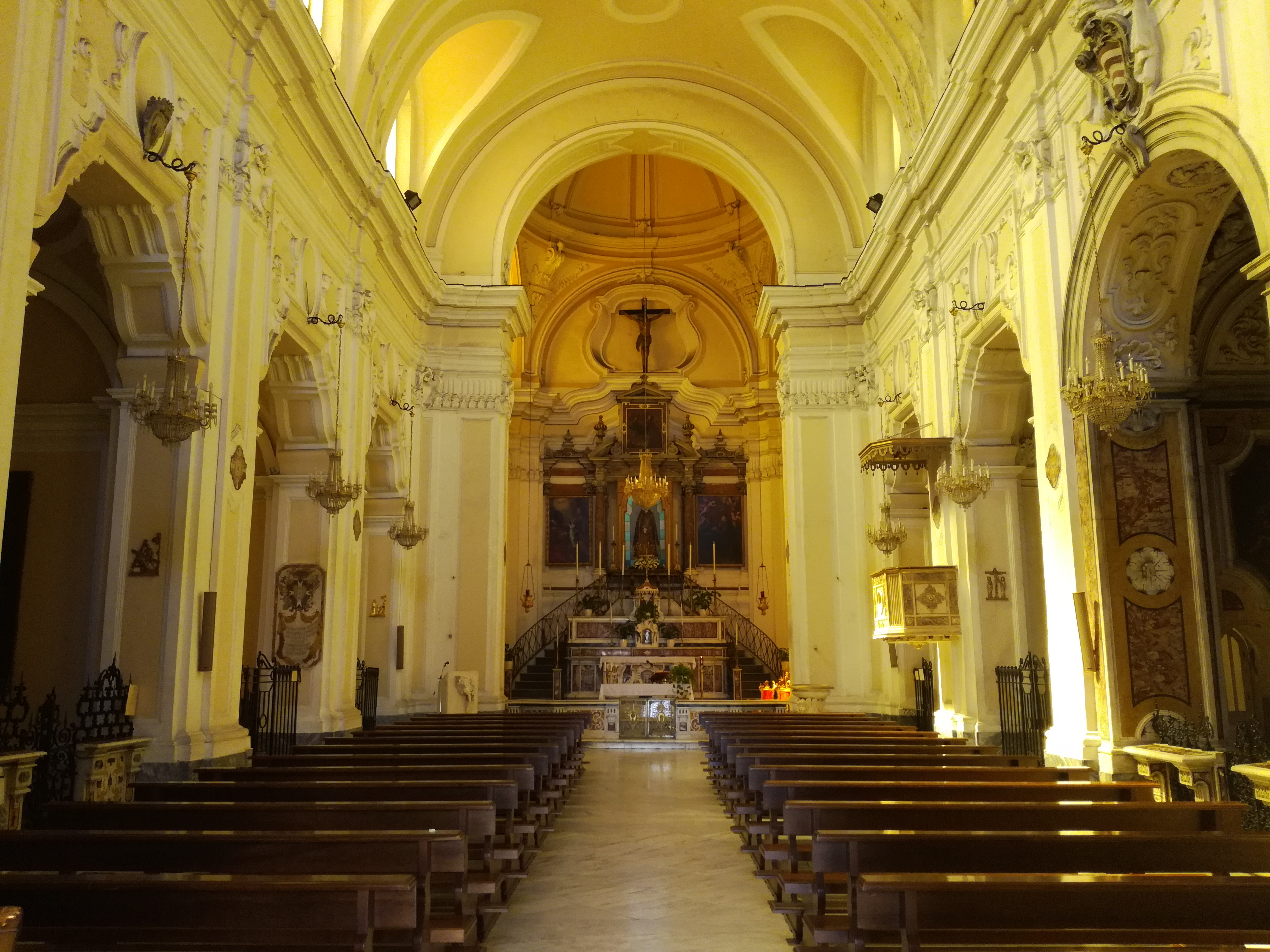
Innenraum

## Geschichte und Architektur
Der Ursprung des Gebäudes geht auf das Jahr 1411 zurück, als man vor den Stadtmauern eine kleine ländliche Kapelle errichtete, die man nach der dort verehrten Madonnenfigur Santa Maria ad Ogni Bene nannte.
1516 wurde daneben ein Konvent der Serviten errichtet, das gegen Ende des Jahrhunderts vergrößert und teilweise neu gebaut wurde durch den Mitbruder und Architekten Giovanni Vincenzo Casali (* 1539 in Florenz – † 21. Dezember 1593 in Coimbra). Noch im gleichen Jahr 1683 wurde hier die Congrega del Crocifisso („Kongregation des Kreuzes“) eingerichtet. In der Folge wurde in der Kirche, die nun Santa Maria dei Sette Dolori hieß, eine Gemeinde gegründet, die später, nachdem sie von den Servitenmönchen verlassen worden war, das Haus der Pii Operai wurde.
Die Pii Operai blieben 33 Jahre im Konvent – bis zum Jahr 1630, als der Adlige Francesco Magnocavallo eine ganz neue Kirche Santa Maria Ognibene an anderer Stelle gründete. Gleichzeitig kehrten die Serviten wieder zurück in ihre ursprüngliche Gemeinde.
1640 kam es zu einer Erweiterung nach Plänen des Ingenieurs Giovanni Cola Cocco. Andere Umbauten fanden im ersten Drittel des 18. Jahrhunderts statt mit Arbeiten an der Sakristei (1703), und an der Kapelle der Herzogin von Maddaloni, die eine Dekoration aus polychromem Marmor und Stuck erhielt (1706). Schließlich wurde die ganze Kirche von 1731 bis 1735 durch Nicola Tagliacozzi Canale im Sinne des Spätbarock überarbeitet. Es folgte 1735 der Bau der Treppe durch Antonio Saggese und die Ausgestaltung der Cappella di Sant’Alberto mit einem Altar von Antonio Basso und Statuen von Domenico Antonio Vaccaro. 1752 wurde ein neuer Fußboden  aus Maiolica-Kacheln gelegt.
Der berühmte Komponist Giovanni Battista Pergolesi wurde 1732 Kapellmeister der Kirche.
Im frühen 19. Jahrhundert wurde das Kloster aufgelassen und die Serviten vertrieben; die hier verehrte Figur der Mater dolorosa nahmen sie mit. Als Neapel 1836 durch eine Choleraepidemie heimgesucht wurde, erwarb die Gemeinde die Statue zurück, und platzierte sie ab 1837 auf dem Hochaltar.
Mit der Wiedereinsetzung der Gemeinde 1849 wurde die Kirche durch Papst Pius IX. zur Basilika minor erhoben.
Ende des 20. Jahrhunderts wurden im Klostergebäude Wohnungen eingerichtet.
Die Kirche erlitt durch das Erdbeben von Irpinia 1980 Schäden, die bis heute (Stand 2018) noch nicht behoben sind. Der Kreuzgang des Klosters mit drei Arkaden auf zwei Etagen an allen Seiten ist beschädigt. In jüngerer Zeit wurden außerdem zwei Kirchenfenster an der rechten Seite zugemauert.

## Die Kirche
Vor der zweigeschossigen Fassade der Kirche erhebt sich eine Treppe aus Piperno; das Portal stammt vom Ende des 16. Jahrhunderts.
Das Innere ist in blassgelb und weiß gehalten und besteht aus einem rechteckigen Kirchenschiff mit Apsis und Kuppel; es gibt fünf Seitenkapellen auf beiden Seiten, deren Bögen eine ungewöhnliche Form aufweisen und mit Stuck verziert sind, genau wie das Deckengewölbe.

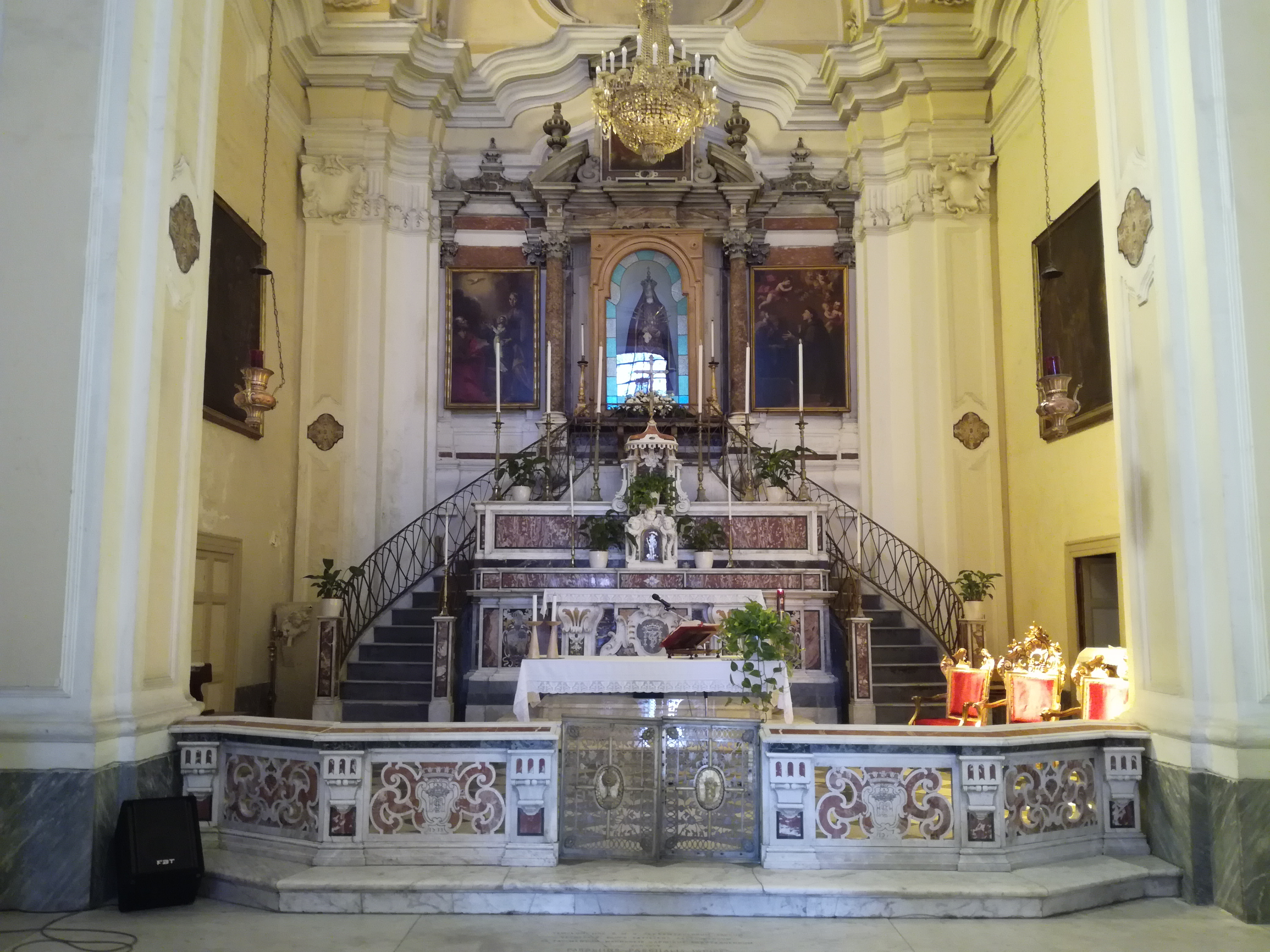
Hauptaltar

Der marmorne Hauptaltar aus dem 18. Jahrhundert fällt durch seine ungewöhnliche Architektur auf, mit zwei seitlichen Treppchen, die zur mittleren Nische mit einer Madonnenfigur führen; diese wird Giacomo Colombo zugeschrieben. In der Kirche befinden sich Gemälde von Fabrizio Santafede, Filippo Vitale, Paolo Finoglio, Giacomo del Pò, Paolo De Matteis, Domenico Antonio Vaccaro, Nicola Maria Rossi, Carlo Malinconico, Francesco Saverio Altamura und anderen unbekannten Künstlern. In der Sakristei sind Reste einer Freskendekoration erhalten und ein marmornes Waschbecken mit Maiolikadekoration von Ignazio Giustiniani (zugeschrieben).
1678 wurde der berühmte Bildhauer und Architekt Cosimo Fanzago in der Kirche bestattet, es sollen jedoch gewisse Zweifel bestehen, ob wirklich seine sterblichen Überreste hier liegen.
Neben der Kirche liegt das Oratorio della Confraternita del Santissimo Crocifisso ai Sette Dolori, das man über die dritte Kapelle links erreicht, oder durch einen selbständigen Eingang in der Gasse Vico della Congregazione dei Sette Dolori. Auch in seinem Inneren werden einige wertvolle Kunstwerke aufbewahrt, wie die Errichtung des Kreuzes von Michele Ragolia auf dem Hauptaltar.

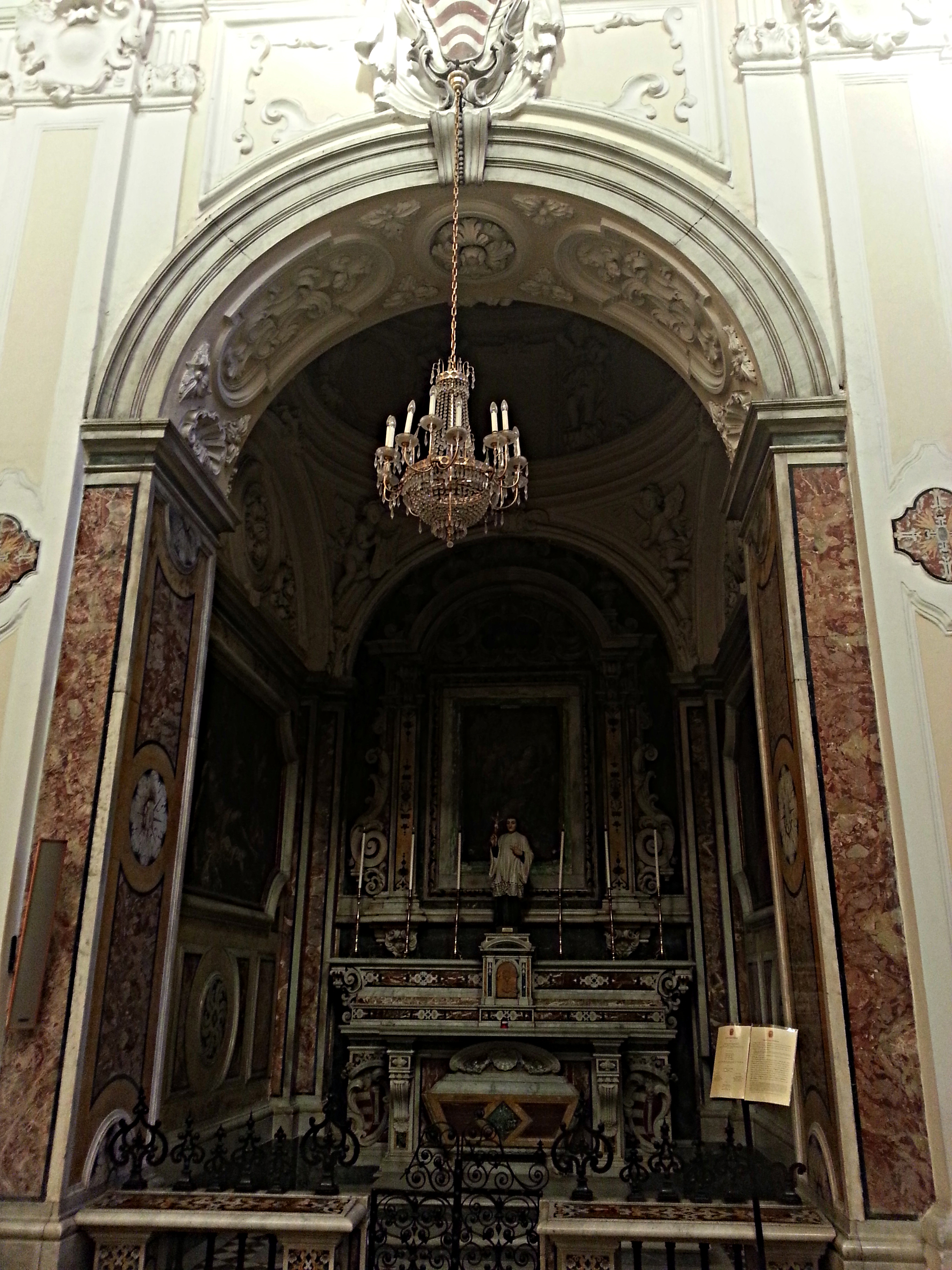
Cappella Carafa di Maddaloni